# البكاي بوشيبة
البكاي بوشيبة (بالهولندية: Elbekay Bouchiba)‏ (ولد في 1 نوفمبر 1978) هو لاعب كرة قدم مغربي، يلعب في نادي تورونتو الكندي ضمن الدوري الأمريكي لكرة القدم

## روابط خارجية
- البكاي بوشيبة على موقع قاعدة بيانات كرة القدم.إي يو (الإنجليزية)
- البكاي بوشيبة على موقع Soccerway.com (الإنجليزية)
- البكاي بوشيبة على موقع عالم كرة القدم.نت (الإنجليزية)